# Battaglia di Ganghwa
La battaglia di Ganghwa fu il principale scontro della spedizione militare degli Stati Uniti in Corea del 1871. 

## Contesto
Nel maggio 1871 una spedizione di cinque navi da guerra della Squadra asiatica statunitense salpò dal Giappone alla volta della Corea. La spedizione era stata inviata per stabilire relazioni commerciali, garantire la sicurezza dei marinai naufragati e scoprire cosa fosse successo all'equipaggio della nave General Sherman. La spedizione coinvolse oltre 1400 persone, 542 marinai, 109 fanti di marina, con sei obici da 12 libbre. All'operazione furono assegnate la fregata Colorado, gli sloop-of-war Alaska e Benicia e le cannoniere Monocacy e Palos. Le navi, che contavano complessivamente 85 cannoni, erano al comando del contrammiraglio John Rodgers e del comandante Winfield Scott Schley. Le forze coreane comprendevano i sei forti del fiume Selee e quattro batterie costiere, con oltre 300 uomini e decine di pezzi d'artiglieria. Il 1º giugno 1871, mentre a Inchon erano in corso negoziati, due navi statunitensi, la Palos e la Monocacy, furono incaricate di effettuare una ricognizione nelle acque dell'estuario del fiume Han, sul quale si affacciavano alcuni dei forti dell'isola di Ganghwa. L'accesso al fiume Han era vietato alle navi straniere in quanto il corso del fiume forniva accesso diretto alla capitale di Joseon, Hanyang (l'odierna Seul). Le forze Joseon di stanza sull'isola Ganghwa avevano l'ordine di sparare contro le navi straniere che si dirigevano verso il fiume Han, e così uno dei forti aprì il fuoco contro il Palos. Il Palos e il Monocacy risposero al fuoco e mettendo a tacere le batterie del forte. Il contrammiraglio Rodgers pretese le scuse del governo di Joseon nel termine di 10 giorni. Non avendo ricevuto le scuse, le navi statunitensi misero in atto la minaccia di Rogers e attaccarono l'isola di Ganghwa.

## Battaglia
La battaglia ebbe inizio il 10 giugno 1871, quando la squadra statunitense bombardò Fort Du Conde (Fort Choji). Le truppe da sbarco sferrarono immediatamente un attacco al forte, che fu preso senza opporre seria resistenza. Successivamente gli statunitensi si diressero verso nord e, dopo alcuni scontri con truppe coreane, catturarono Fort Monocacy (Fort Deokjin). Dopo la caduta di Fort Monocacy, gli statunitensi si riposarono per la notte, diventando le prime forze militari occidentali ad accamparsi sul suolo coreano. L'11 giugno 1871 ebbe luogo lo scontro più importante: le cinque navi da guerra iniziarono a bombardare i quattro forti rimasti, mentre le truppe da sbarco attaccavano da terra. Circa 300 coreani, armati di fucili antiquati, spade e mazze, tenevano Fort McKee (Fort Sondolmok), il cuore delle difese coreane. Gli statunitensi, guidati dal tenente Hugh McKee, scavalcarono le mura del forte. Ne seguì un breve ma feroce combattimento che vide la vittoria degli statunitensi.
Alla fine si contarono 243 coreani morti, venti prigionieri e alcuni feriti. Furono catturati oltre di quaranta cannoni. Nei giorni successivi i forti furono smantellati, ad eccezione di Fort Palos, situato sul continente. Gli statunitensi ebbero solo tre morti e dieci feriti. Il Monocacy si arenò sulle rocce al largo di Fort McKee durante la battaglia, ma fu recuperato e riportò solo lievi danni.
Nonostante la sconfitta subita, i coreani si rifiutarono di firmare un trattato commerciale con gli Stati Uniti fino al 1882.

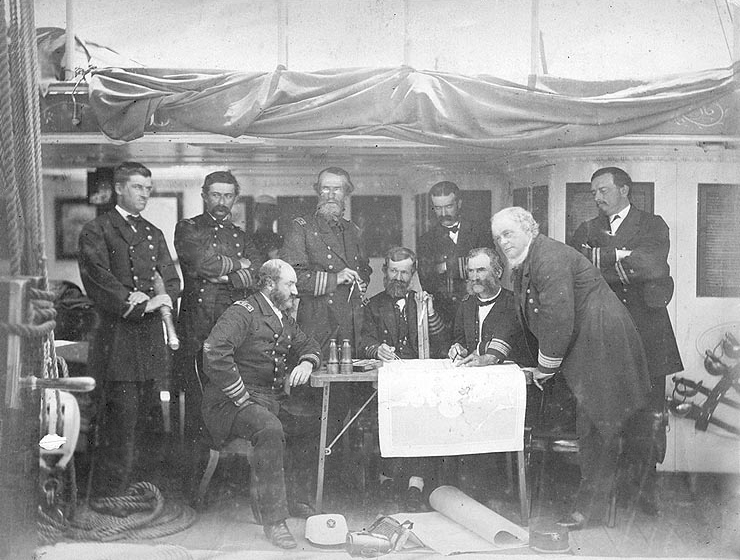
Fotografia in posa di ufficiali della Marina degli Stati Uniti a bordo della nave ammiraglia dello Squadrone Asiatico, l'USS Colorado, durante la preparazione della spedizione in Corea
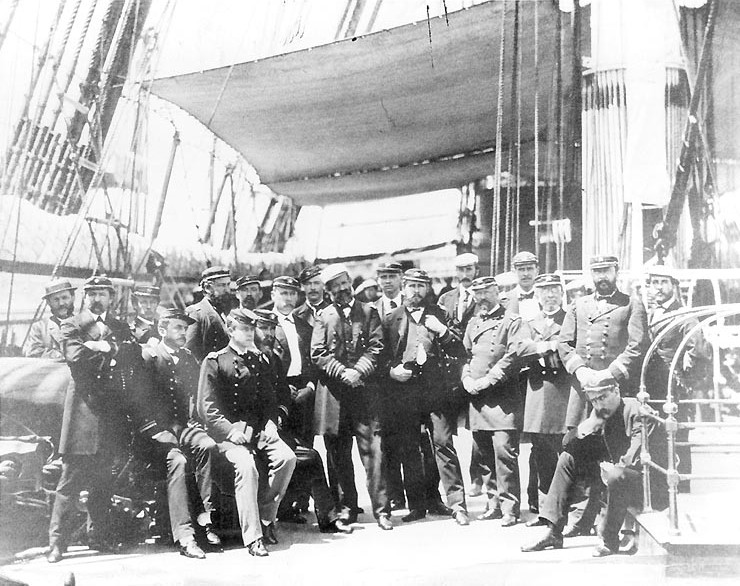
Ufficiali dell'USS Colorado. A sinistra il tenente Hugh McKee
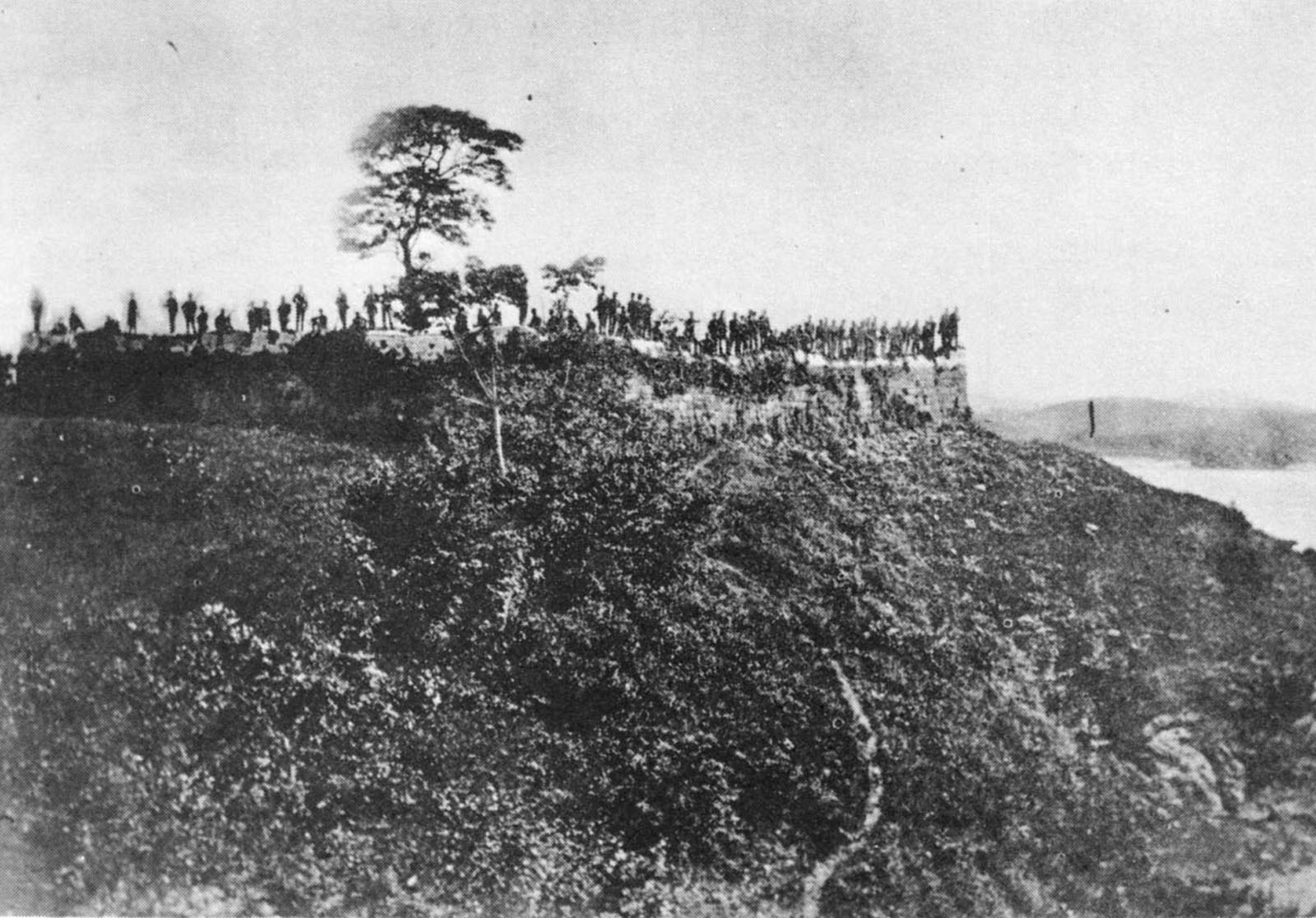
Militari statunitensi dopo la cattura di Fort Monocacy (Fort Dŏkjin).
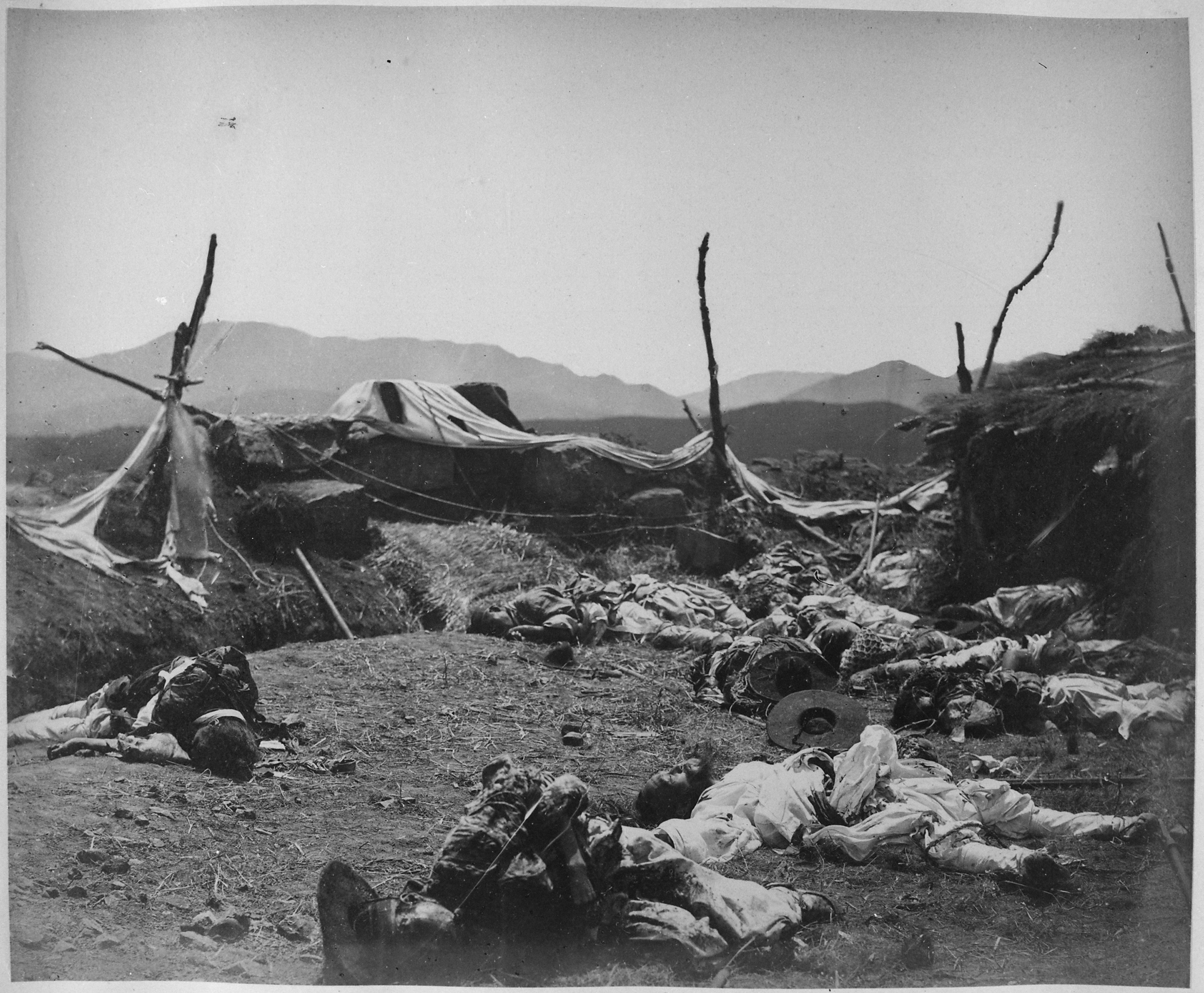
Caduti coreani, dopo l'attacco a Fort McKee (Fort Sondolmok)
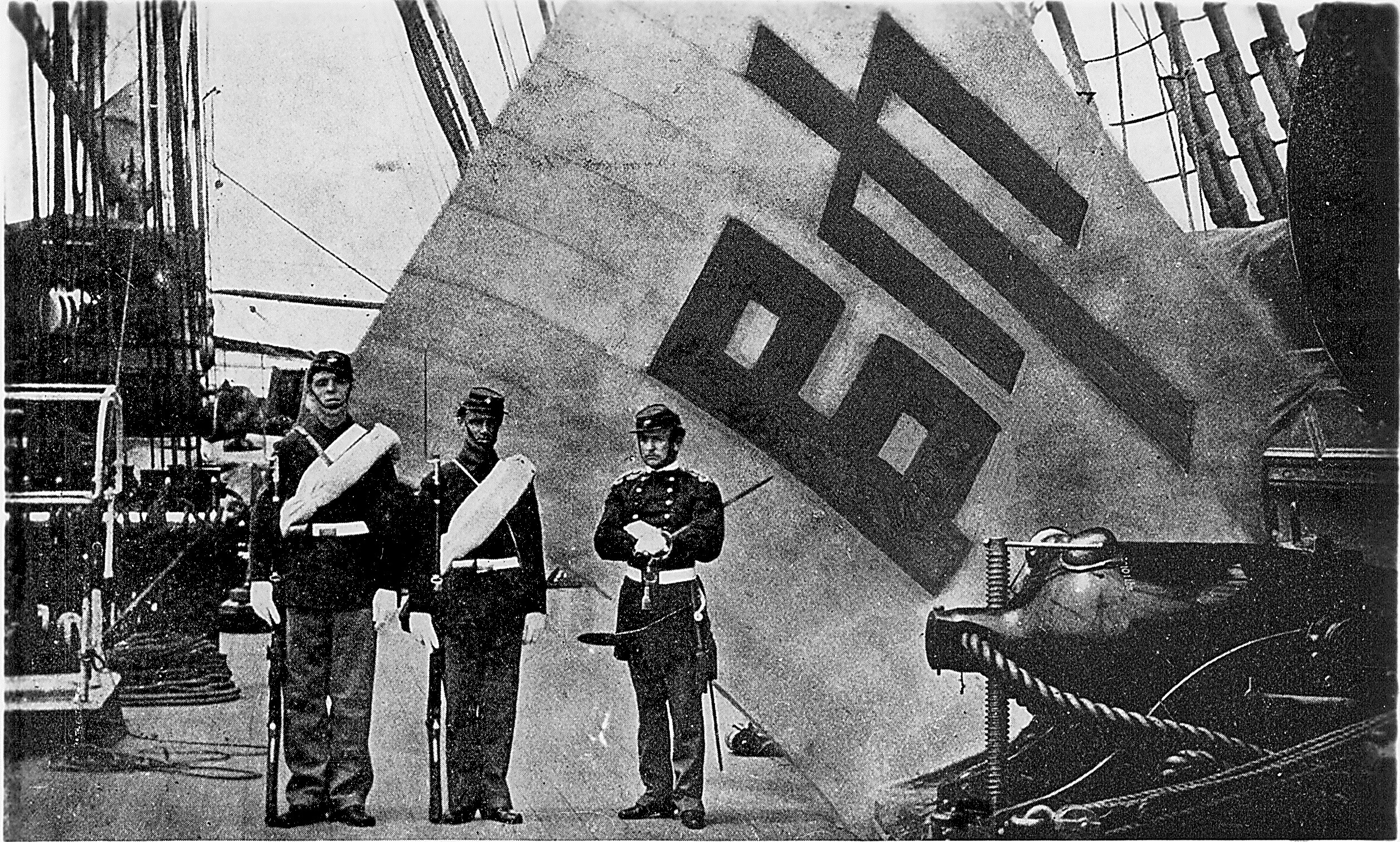
Bandiera sujagi, catturata a Fort McKee
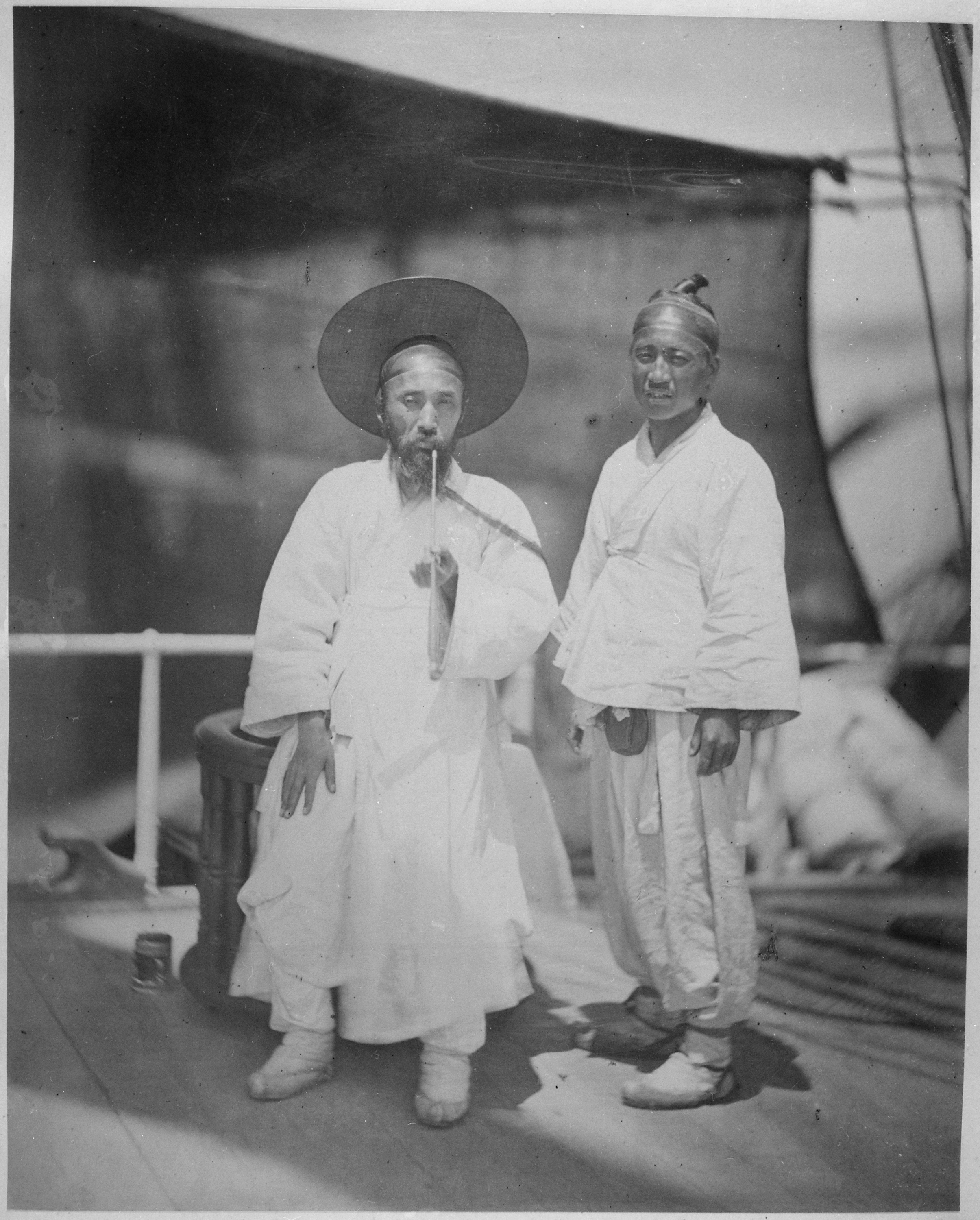
Un ufficiale coreano porta i primi dispacci a bordo dell'USS Colorado
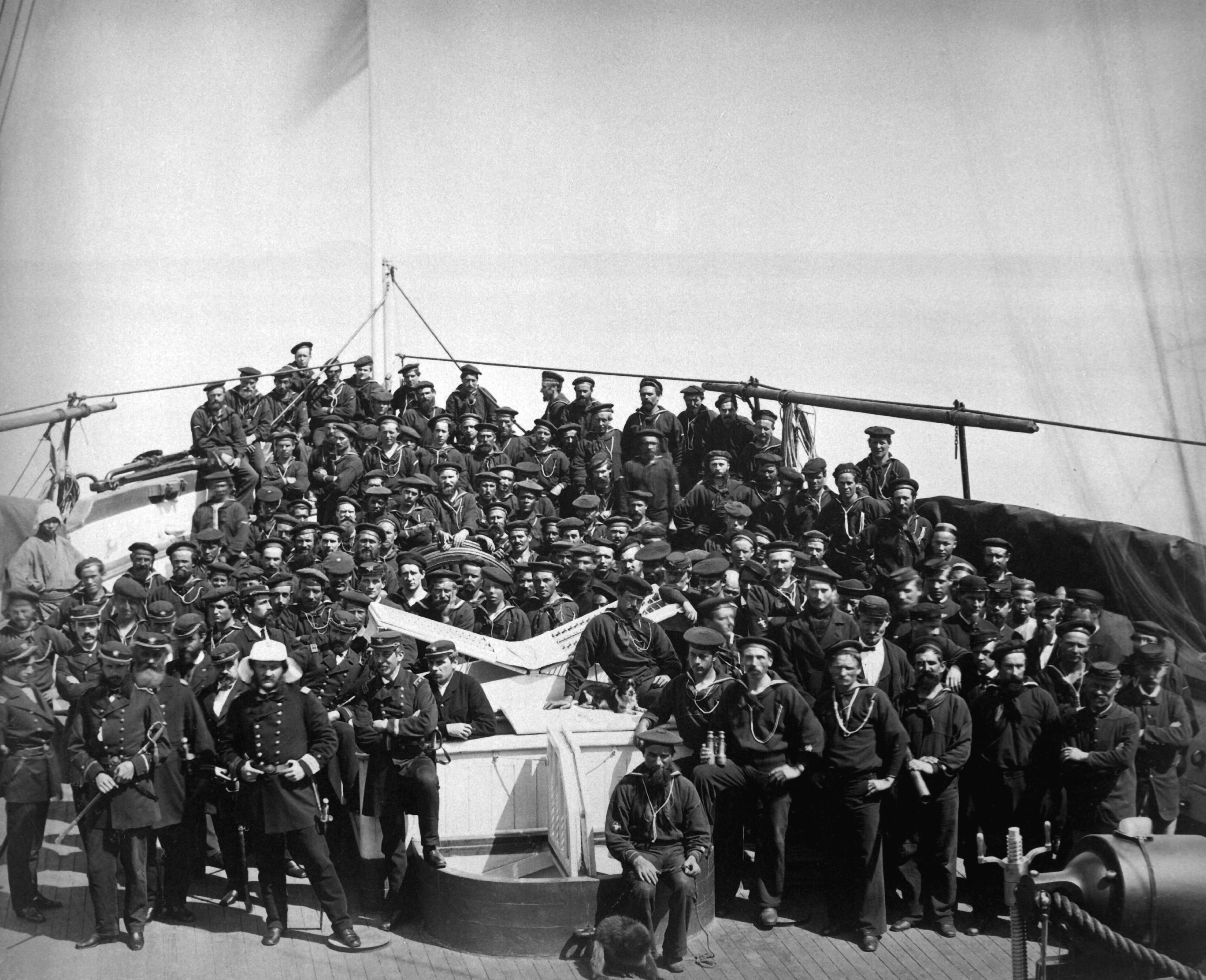
Ufficiali ed equipaggio dell'Monocacy